# Juan de la Rosa
Juan de la Rosa es una novela histórica boliviana escrita por Nataniel Aguirre y considerada como una de las más importantes del país. Fue publicada por primera vez en 1885.

## Temática
La novela está escrita como memorias de un veterano coronel de la guerra de independencia. Algunos autores señalan que un tono sentimental  domina esta obra que tiende, sutilmente, al maniqueísmo. Los buenos de la historia son los patriotas —el insurgente Esteban Arze, el protagonista principal Juanito, su madre Rosita, su tío Fray Justo, su tío Alejo Nina, etc.—; los malos, los realistas: el general Goyeneche, el cura Arredondo, el licenciado Buguya, la noble señora.
Sin embargo, otros autores la consideran un clásico de la narrativa romántica de Bolivia que representa fielmente el ambiente revolucionario de principios del siglo XIX.

## Trascendencia
Juan Siles Guevara dice en su libro Las cien obras capitales de la literatura boliviana, que Juan de la Rosa es “sin lugar a dudas, el mejor de los productos de la literatura romántica boliviana”. Una versión señala que el español Menéndez y Pelayo calificó a esta obra como la mejor novela hispanoamericana del siglo XIX. El Ministerio de Cultura de Bolivia organizó en 2009 una serie de seminarios con especialistas y publicó una lista de las 10 novelas bolivianas más representativas del periodo republicano. Juan de la Rosa ocupó el primer lugar en dicha lista.

## Autoría
Universalmente se considera que el autor de esta novela es el escritor cochabambino Nataniel Aguirre (1843-1888). Sin embargo, el investigador boliviano Gustavo V. García sostiene en una hipótesis publicada en el prólogo a la edición hecha en 2010 por la editorial Plural (colección Letras Fundacionales) que la obra no pertenece a Aguirre, teoría que es apoyada por el historiador Luis Antezana Ergueta. Según García, Aguirre habría editado la novela —cuyo verdadero autor sería el coronel Juan de la Rosa o Juan Altamirano Calatayud— y ayudado a corregirla.
El problema está en que en la primera edición, de 1885, no hay ninguna referencia a Aguirre: la novela, titulada Cochabamba. Memorias del último soldado de la Independencia, está firmada por Juan de la Rosa, que es el personaje principal: Juanito, seguido del nombre de su madre Rosita.
El libro no tuvo mayor relevancia y Aguirre murió tres años después. Pero en 1909, Margarita Achá, viuda de este escritor e hija del expresidente boliviano José María de Achá, publicó una segunda edición de la novela, en México y París (editorial Bourdet), en la que ya aparecía como autor su finado esposo y llevaba como título Juan de la Rosa. Memorias del último soldado de la independencia y como subtítulo, Cochabamba. Esa publicación —autorizada y financiada por el Boliva mediante ley del 28 de noviembre de 1906— tuvo alta resonancia en los círculos literarios.

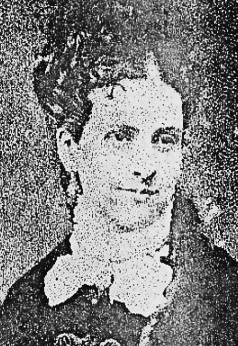
Margarita de Achá, esposa de Aguirre

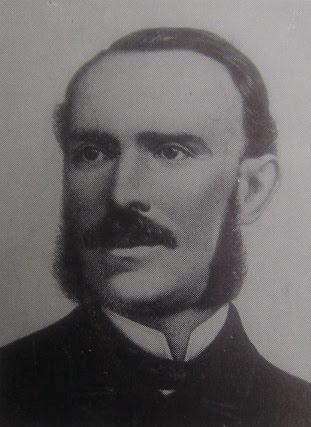
Nataniel Aguirre, autor de Juan de Rosa

La teoría de García ha sido considerada como equivocada y fue refutada sin réplica por el historiador Jaime de la Fuente Patiño en varios artículos publicados en el periódico Los Tiempos de Cochabamba y por el investigador literario Adolfo Cáceres Romero, autor de la Nueva historia de la literatura boliviana (quien, entre otros argumentos, recuerda que el seudónimo Juan de la Rosa fue utilizado en otras ocasiones por Aguirre); así como puesta en duda por la filóloga Alba Paz Soldán en la revista Nueva Crónica Nº73. 
En cualquier caso, lo que se ha conservado en forma de libro es solo la primera parte de los que debería haber sido una tetralogía: si Cochabamba era el título del primer tomo, los de los restantes deberían haber sido Los porteños, Hayopaya y Los colombianos.